# Кіпрінська сільська рада
Кі́прінська сільська рада (рос. Кипринский сельский совет) — сільське поселення у складі Шелаболіхинського району Алтайського краю Росії.
Адміністративний центр — село Кіпріно.

## Історія
2017 року ліквідована Омутська сільська рада (села Новоселовка, Омутське), територія увійшла до складу Кіпрінської сільради.

## Населення
Населення — 2094 особи (2019; 2227 в 2010, 2588 у 2002).

## Склад
До складу сільської ради входять:
| Населений пункт   | Населення, осіб (2002) | Населення, осіб (2010) |
| ----------------- | ---------------------- | ---------------------- |
| Кіпріно, село     | 1393                   | 1231                   |
| Омутське, село    | 554                    | 457                    |
| Новоселовка, село | 74                     | 44                     |
| Сакмаріно, село   | 2                      | 6                      |
| Селезньово, село  | 565                    | 489                    |